# وروار أحمر اللحية
وروار أحمر اللحية (الاسم العلمي: Nyctyornis amictus) هو نوع من الطيور يتبع جنس الوروار ليلي من فصيلة الوروارية.